# Maurice Jaminet
Maurice  Auguste Victor Ghislain Jaminet (Ciney, 9 januari 1893 - 31 augustus 1977) was een Belgisch volksvertegenwoordiger.

## Levensloop
Jaminet was getrouwd met Maria Minguet. Hij was syndicaal afgevaardigde voor het Algemeen Christelijk Vakverbond.
Van 1952 tot 1964 was hij gemeenteraadslid van Salzinnes (van 1957 tot 1964 was hij schepen). Van 1964 tot 1966 was hij gemeenteraadslid van Namen.
In 1939 werd hij verkozen als katholiek volksvertegenwoordiger voor het arrondissement Namen en vervulde dit mandaat tot in 1968. Hij vertegenwoordigde de christelijke arbeidersbeweging op de PSC-lijst.